# Lucien Mérignac
Lucien Mérignac (n. 5 octombrie 1873, Paris, Île-de-France, Franța – d. 28 februarie 1941, Paris, Île-de-France, Franța) a fost un scrimer francez, medaliat olimpic. A participat la o ediție a Jocurilor Olimpice (1900) în care a câștigat o medalie de aur.

## Participări
Lista de mai jos prezintă principalele competiții la care a participat Lucien Mérignac de-a lungul carierei.
- fencing at the 1900 Summer Olympics – men's masters foil[*]